# Mariusz Piekarski
Mariusz Piekarski (ur. 22 marca 1975 w Białymstoku) – piłkarz grający na pozycji pomocnika, dwukrotny reprezentant Polski, menedżer piłkarski.
Mariusz Piekarski przyszedł na świat w Białymstoku. Tam też, w miejscowej Jagiellonii stawiał pierwsze piłkarskie kroki. Z macierzystym klubem zdołał sięgnąć po mistrzostwo Polski do lat 19, natomiast w wieku 17 lat zadebiutował w najwyższej klasie rozgrywkowej. W 1994 roku odszedł do Polonii Gdańsk, następnie zasilił szeregi Zagłębia Lubin(1996). W obu klubach był wyróżniającą się postacią, co zaowocowało regularnymi powołaniami do młodzieżowych reprezentacji Polski, ale przede wszystkim zwróciło uwagę kilku klubów zainteresowanych usługami młodego wówczas zawodnika.
Na początku sezonu 1996/97 Mariusz Piekarski (wraz z Krzysztofem Nowakiem) przeszedł do brazylijskiego klubu Atletico Paranaense. W pierwszej lidze zadebiutował 31 sierpnia 1996 w wyjazdowym meczu 7. kolejki czempionatu przeciwko Flamengo, przegranym przez jego zespół 0-1. Piekarski zagrał 90 minut, a w meczu tym (rozgrywanym na słynnej Maracanie) także po raz pierwszy wystąpił Nowak. Do końca rozgrywek polski piłkarz należał do podstawowych graczy drużyny ze stanu Parana. W sumie w pierwszej rundzie mistrzostw Piekarski wystąpił w 13 meczach pomagając Atletico zająć 4. miejsce w tabeli i awansując razem z nim do ćwierćfinału Campeonato Brasileiro 1996, gdzie mieli spotkać się w dwumeczu z Atletico Mineiro. Polak wystąpił w obu spotkaniach drugiej rundy, jednak wobec porażki 1-3 w pierwszym meczu i tylko skromnego 1-0 w Kurytybie, jego drużyna odpadła z rywalizacji, zajmując w końcowej klasyfikacji dopiero 8. miejsce. Ostatecznie rozegrał w tamtym sezonie 15 meczów mistrzowskich, z czego Atletico wygrało 9 a przegrało 6. Strzelił także jednego gola – w wyjazdowym meczu z Santosem (17 listopada 1996) przegranym przez Atletico 2-3.
Dzięki niezłym występom w Kurytybie, na początku sezonu 1997 Piekarski opuścił szeregi Atletico i został zakontraktowany przez Flamengo, rekordzistę pod względem liczby tytułów mistrza Brazylii. W pierwszej rundzie rozgrywek wystąpił jednak jedynie w 5 meczach (z 25 rozegranych przez swoją drużynę). W rundzie drugiej (półfinałowej), do której Flamengo awansowało z 5. miejsca w tabeli, Polak rozegrał 5 spotkań (z 6), zawsze wychodząc w pierwszej jedenastce drużny z Rio de Janeiro. Rubro-Negro w swojej czterozespołowej grupie zajęli 2. miejsce przegrywając wyraźnie z Vasco da Gama, które awansowało do finału i ostatecznie wywalczyło w tamtym roku tytuł mistrzowski. Piekarski zakończył sezon z 10 rozegranymi meczami (4 z nich wygrał, 2 zremisował), nie strzelając żadnej bramki. Ponadto wystąpił w 3 meczach towarzyskich.
Łącznie w 1. lidze brazylijskiej wystąpił w 25 meczach zdobywając jednego gola w dwóch sezonach.
W styczniu 1998 roku przeniósł się do małego klubu Mogi Mirim EC w stanie São Paulo. Drużyna ta właśnie spadła do III ligi ogólnokrajowej, a w I lidze stanu São Paulo nie liczyła się w walce o wysokie lokaty. Po pół roku spędzonym w Mogi Mirim przeniósł się na początku sezonu 1998/99 do francuskiej Bastii, kończąc w ten sposób brazylijski rozdział swojej kariery. Później zdecydował się na powrót do Polski, podpisując trzyletni kontrakt z Legią Warszawa, z którą w 2002 roku zdobył mistrzostwo Polski oraz Puchar Ligi. Piłkarską karierę zakończył w następnym roku, w cypryjskim Anorthosisie Famagusta. Przy okazji sięgnął jeszcze po Puchar Cypru.
W 2006 roku Mariusz Piekarski postanowił otworzyć piłkarską agencję menedżerską Sportmar, cztery lata później z pozytywnym wynikiem zdał egzamin na licencjonowanego menedżera FIFA. Odpowiada za transfery m.in.: Rogera Guereiro z Juventude do Legii Warszawa, Łukasza Załuski z Korony Kielce do Dundee United i Celticu Glasgow, Ariela Borysiuka z Legii do FC Kaiserslautern, czy Kamila Grosickiego z Sivassporu do Stade Rennes. Z udanym skutkiem przeprowadził osiem transferów do klubów rosyjskiej Premjer-Ligi.

## Sukcesy
- Legia Warszawa

Mistrzostwo Polski (1): 2002
Puchar ligi (1): 2002
- Anorthosis Famagusta

Puchar Cypru (1): 2003